# 1988-as labdarúgó-Európa-bajnokság (selejtező – 3. csoport)
Az 1988-as labdarúgó-Európa-bajnokság selejtezőjének 3. csoportjának mérkőzéseit tartalmazó lapja. A csoportban Franciaország, Izland, az NDK, Norvégia és a Szovjetunió szerepelt. A csapatok körmérkőzéses, oda-visszavágós rendszerben játszottak egymással.
A csoportelső Szovjetunió kijutott az 1988-as labdarúgó-Európa-bajnokságra.

## Tabella
| Hely. | Csapat        | M | Gy | D | V | G+ | G– | Gk  | P  | Továbbjutás                            |     | Szovjetunió | Német Demokratikus Köztársaság | Franciaország | Izland | Norvégia |
| ----- | ------------- | - | -- | - | - | -- | -- | --- | -- | -------------------------------------- | --- | ----------- | ------------------------------ | ------------- | ------ | -------- |
| 1.    | Szovjetunió   | 8 | 5  | 3 | 0 | 14 | 3  | +11 | 13 | Kijutott az 1988-as Európa-bajnokságra |     | —           | 2–0                            | 1–1           | 2–0    | 4–0      |
| 2.    | NDK           | 8 | 4  | 3 | 1 | 13 | 4  | +9  | 11 |                                        |     | 1–1         | —                              | 0–0           | 2–0    | 3–1      |
| 3.    | Franciaország | 8 | 1  | 4 | 3 | 4  | 7  | −3  | 6  |                                        | 0–2 | 0–1         | —                              | 2–0           | 1–1    |          |
| 4.    | Izland        | 8 | 2  | 2 | 4 | 4  | 14 | −10 | 6  |                                        | 1–1 | 0–6         | 0–0                            | —             | 2–1    |          |
| 5.    | Norvégia      | 8 | 1  | 2 | 5 | 5  | 12 | −7  | 4  |                                        | 0–1 | 0–0         | 2–0                            | 0–1           | —      |          |

## Mérkőzések
Az időpontok helyi idő szerint értendők.
| 1986. szeptember 10. 18:00 |

| Izland | 0–0         | Franciaország |
| ------ | ----------- | ------------- |
|        | Jegyzőkönyv |               |

| Laugardalsvöllur, Reykjavík Nézőszám: 13 758 Játékvezető: Alan Ferguson (skót) |

| 1986. szeptember 24. 17:30 |

| Izland         | 1–1               | Szovjetunió      |
| -------------- | ----------------- | ---------------- |
| Guðjohnsen 30' | (1–1) Jegyzőkönyv | Sulakvelidze 44' |

| Laugardalsvöllur, Reykjavík Nézőszám: 6370 Játékvezető: Karl-Josef Assenmacher (nyugatnémet) |

| 1986. szeptember 24. 19:00 |

| Norvégia | 0–0         | NDK |
| -------- | ----------- | --- |
|          | Jegyzőkönyv |     |

| Ullevaal Stadion, Oslo Nézőszám: 10 142 Játékvezető: Egbert Mulder (holland) |

| 1986. október 11. 20:00 |

| Franciaország | 0–2               | Szovjetunió          |
| ------------- | ----------------- | -------------------- |
|               | (0–0) Jegyzőkönyv | Belanov 67' Rats 78' |

| Parc des Princes, Párizs Nézőszám: 40 496 Játékvezető: Paolo Casarin (olasz) |

| 1986. október 29. 17:00 |

| NDK                 | 2–0               | Izland |
| ------------------- | ----------------- | ------ |
| Thom 4' Kirsten 89' | (1–0) Jegyzőkönyv |        |

| Stadion an der Gellertstraße, Karl-Marx-Stadt Nézőszám: 18 000 Játékvezető: Zoran Petrović (jugoszláv) |

| 1986. október 29. 19:00 |

| Szovjetunió                                                          | 4–0               | Norvégia |
| -------------------------------------------------------------------- | ----------------- | -------- |
| Lytovchenko 26' Belanov 28' (11-esből) Blokhin 33' Higyijatullin 54' | (3–0) Jegyzőkönyv |          |

| Lokomotiv Stadion, Szimferopol Nézőszám: 26 314 Játékvezető: Howard King (walesi) |

| 1986. november 19. 20:00 |

| NDK | 0–0         | Franciaország |
| --- | ----------- | ------------- |
|     | Jegyzőkönyv |               |

| Zentralstadion, Lipcse Nézőszám: 54 578 Játékvezető: George Courtney (angol) |

| 1987. április 29. 19:00 |

| Szovjetunió             | 2–0               | NDK |
| ----------------------- | ----------------- | --- |
| Zavarov 41' Belanov 49' | (1–0) Jegyzőkönyv |     |

| Republican Stadium, Kijev Nézőszám: 95 000 Játékvezető: Erik Fredriksson (svéd) |

| 1987. április 29. 20:00 |

| Franciaország            | 2–0               | Izland |
| ------------------------ | ----------------- | ------ |
| Micciche 37' Stopyra 65' | (1–0) Jegyzőkönyv |        |

| Parc des Princes, Párizs Nézőszám: 27 732 Játékvezető: Frederick McKnight (északír) |

| 1987. június 3. 19:00 |

| Norvégia | 0–1               | Szovjetunió |
| -------- | ----------------- | ----------- |
|          | (0–1) Jegyzőkönyv | Zavarov 15' |

| Ullevaal Stadion, Oslo Nézőszám: 10 473 Játékvezető: Marcel van Langenhove (belga) |

| 1987. június 3. 20:00 |

| Izland | 0–6               | NDK                                              |
| ------ | ----------------- | ------------------------------------------------ |
|        | (0–2) Jegyzőkönyv | Minge 15' Thom 37' 67' 89' Doll 49' Döschner 84' |

| Laugardalsvöllur, Reykjavík Nézőszám: 8758 Játékvezető: Henning Lund-Sørensen (dán) |

| 1987. június 16. 19:00 |

| Norvégia               | 2–0               | Franciaország |
| ---------------------- | ----------------- | ------------- |
| Mordt 72' Andersen 80' | (0–0) Jegyzőkönyv |               |

| Ullevaal Stadion, Oslo Nézőszám: 8268 Játékvezető: Werner Föckler (nyugatnémet) |

| 1987. szeptember 9. 19:00 |

| Szovjetunió        | 1–1               | Franciaország |
| ------------------ | ----------------- | ------------- |
| Mykhaylychenko 77' | (0–1) Jegyzőkönyv | Touré 13'     |

| Lenin Stadion, Moszkva Nézőszám: 86 048 Játékvezető: Gerassimos Germanakos (görög) |

| 1987. szeptember 9. 17:45 |

| Izland                    | 2–1               | Norvégia     |
| ------------------------- | ----------------- | ------------ |
| Pétursson 21' Ormslev 59' | (1–1) Jegyzőkönyv | Andersen 10' |

| Laugardalsvöllur, Reykjavík Nézőszám: 5450 Játékvezető: Wilfred Wallace (ír) |

| 1987. szeptember 23. 19:00 |

| Norvégia | 0–1               | Izland         |
| -------- | ----------------- | -------------- |
|          | (0–1) Jegyzőkönyv | Eðvaldsson 31' |

| Ullevaal Stadion, Oslo Nézőszám: 3540 Játékvezető: Håkan Lundgren (svéd) |

| 1987. október 10. 20:00 |

| NDK         | 1–1               | Szovjetunió   |
| ----------- | ----------------- | ------------- |
| Kirsten 44' | (1–0) Jegyzőkönyv | Aleinikov 80' |

| Friedrich-Ludwig-Jahn-Sportpark, Kelet-Berlin Nézőszám: 25 000 Játékvezető: Dušan Krchnak (csehszlovák) |

| 1987. október 14. 20:00 |

| Franciaország | 1–1               | Norvégia   |
| ------------- | ----------------- | ---------- |
| Fargeon 55'   | (0–0) Jegyzőkönyv | Sundby 80' |

| Parc des Princes, Párizs Nézőszám: 31 091 Játékvezető: Joaquin Ramos Marcos (spanyol) |

| 1987. október 28. 17:00 |

| NDK                      | 3–1               | Norvégia      |
| ------------------------ | ----------------- | ------------- |
| Kirsten 14' 54' Thom 33' | (2–1) Jegyzőkönyv | Fjærestad 32' |

| Ernst Grube Stadium, Magdeburg Nézőszám: 10 000 Játékvezető: Friedrich Kaupe (osztrák) |

| 1987. október 28. 19:00 |

| Szovjetunió              | 2–0               | Izland |
| ------------------------ | ----------------- | ------ |
| Belanov 15' Protasov 52' | (1–0) Jegyzőkönyv |        |

| Lokomotiv Stadion, Szimferopol Nézőszám: 22 136 Játékvezető: Michał Listkiewicz (lengyel) |

| 1987. november 18. 20:00 |

| Franciaország | 0–1               | NDK       |
| ------------- | ----------------- | --------- |
|               | (0–0) Jegyzőkönyv | Ernst 90' |

| Parc des Princes, Párizs Nézőszám: 16 581 Játékvezető: Carlos Alberto da Silva Valente (portugál) |